# Kosjerovo
Kosjerovo (en serbe cyrillique : Косјерово) est un village de Bosnie-Herzégovine. Il est situé dans la municipalité de Laktaši et dans la république serbe de Bosnie. Selon les premiers résultats du recensement bosnien de 2013, il compte 696 habitants.

## Géographie
Le village de Kosijerovo est situé au nord de la Bosnie-Hérzégovine, au milieu de champs et à proximité d'un cours d'eau. À l'ouest du village se trouve la commune d'Aleksandrovac, et au sud-ouest les villes de Laktaši et de Banja Luka, la deuxième ville du pays.

## Démographie

### Évolution historique de la population dans la localité
| 1948 | 1953 | 1961 | 1971 | 1981 | 1991 | 2013 |
| ---- | ---- | ---- | ---- | ---- | ---- | ---- |
| -    | -    | 791  | 908  | 850  | 784, | 696  |

|  |